# Добень
Добень, Добені (рум. Dobeni) — село у повіті Харгіта в Румунії. Входить до складу комуни Муджень.
Село розташоване на відстані 217 км на північ від Бухареста, 48 км на захід від М'єркуря-Чука, 133 км на південний схід від Клуж-Напоки, 77 км на північний захід від Брашова.

## Населення
За даними перепису населення 2002 року у селі проживали 587 осіб, усі — угорці. Усі жителі села рідною мовою назвали угорську.